# Château de Val Duchesse
Pour les articles homonymes, voir Val Duchesse.
Le château de Val Duchesse (néerlandais : Kasteel Hertoginnedal) est situé dans la commune d'Auderghem, dans le sud de Bruxelles (Belgique), en bordure de la forêt de Soignes.

## Historique

### Prieuré dominicain
Le château de Val Duchesse était à l’origine un prieuré dominicain du XIIIe siècle, établi dans la vallée de la Woluwe.

### Château de Val-Duchesse
La propriété fut vendue et plusieurs propriétaires se succédèrent jusqu'en 1850, où le baron Eugène Amour de Cartier en fit l'acquisition. À la mort de sa fille Anne-Marie, épouse de François Puissant d’Agimont d’Heer et d’Heerlette, en 1871, faute de descendance, la propriété fut rachetée par le banquier A. Franck-Morel et ensuite par le baron Charles Dietrich, agent de change et vice-consul de Norvège et ex-propriétaire du Castel de Linthout.
Lorsqu’en 1903, le baron acquit le domaine, le prieuré n’existait plus, seul subsistaient une aile du château, une partie de l'enceinte et quelques bâtiments ruraux. En 1915, il décida de reconstruire le prieuré et fit appel à l'architecte Albert Roosenboom.
Le 8 septembre 1917 s'y tint la fête de bienfaisance organisée par l’ambassadeur d’Espagne au bénéfice des orphelins de guerre belges et français. Et c'est en 1930, que Ditrich légua le domaine à la Donation royale, dans le but d’en faire un lieu de prestige pour accueillir les hôtes de marque de passage à Bruxelles.

### Centre de rencontres

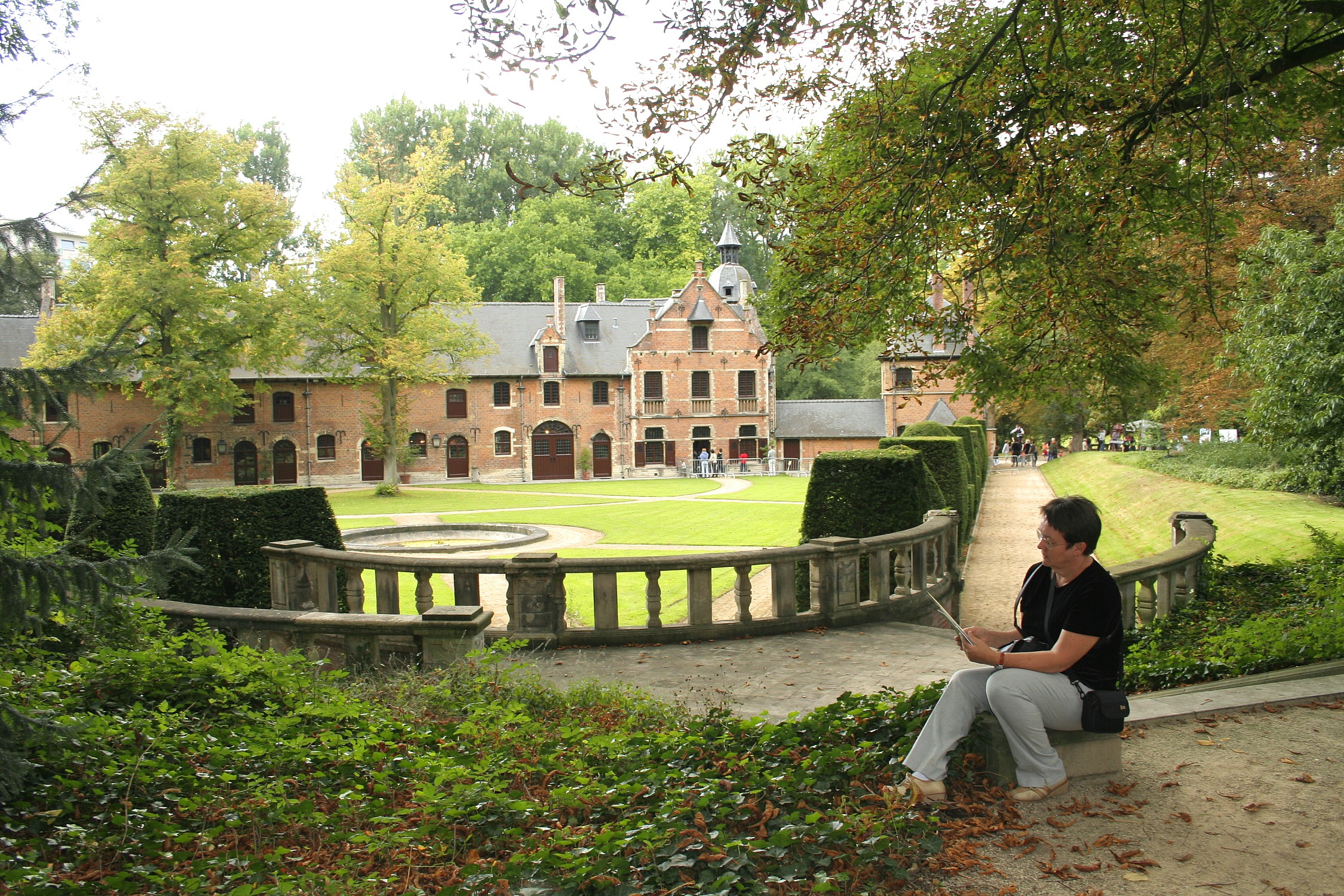
Le prieuré.

Après la Seconde Guerre mondiale, le château devient le siège de réunions nationales et internationales. Du 26 juin 1956 au 24 mars 1957, le château abritera la conférence intergouvernementale sous la présidence de Paul-Henri Spaak en vue de conclure le Marché commun et l'Euratom. C’est entre ces murs que les traités donnant naissance à la Communauté économique européenne (CEE) et à la Communauté européenne de l'énergie atomique (Euratom) ont vu le jour. Ces lieux ont également abrité certaines réunions gouvernementales et des négociations de formation de gouvernement. Ce château a par ailleurs accueilli une réunion du groupe international Bilderberg le 12 novembre 2009, où Herman Van Rompuy a présenté sa vision de l'Europe.